# Claus Bury

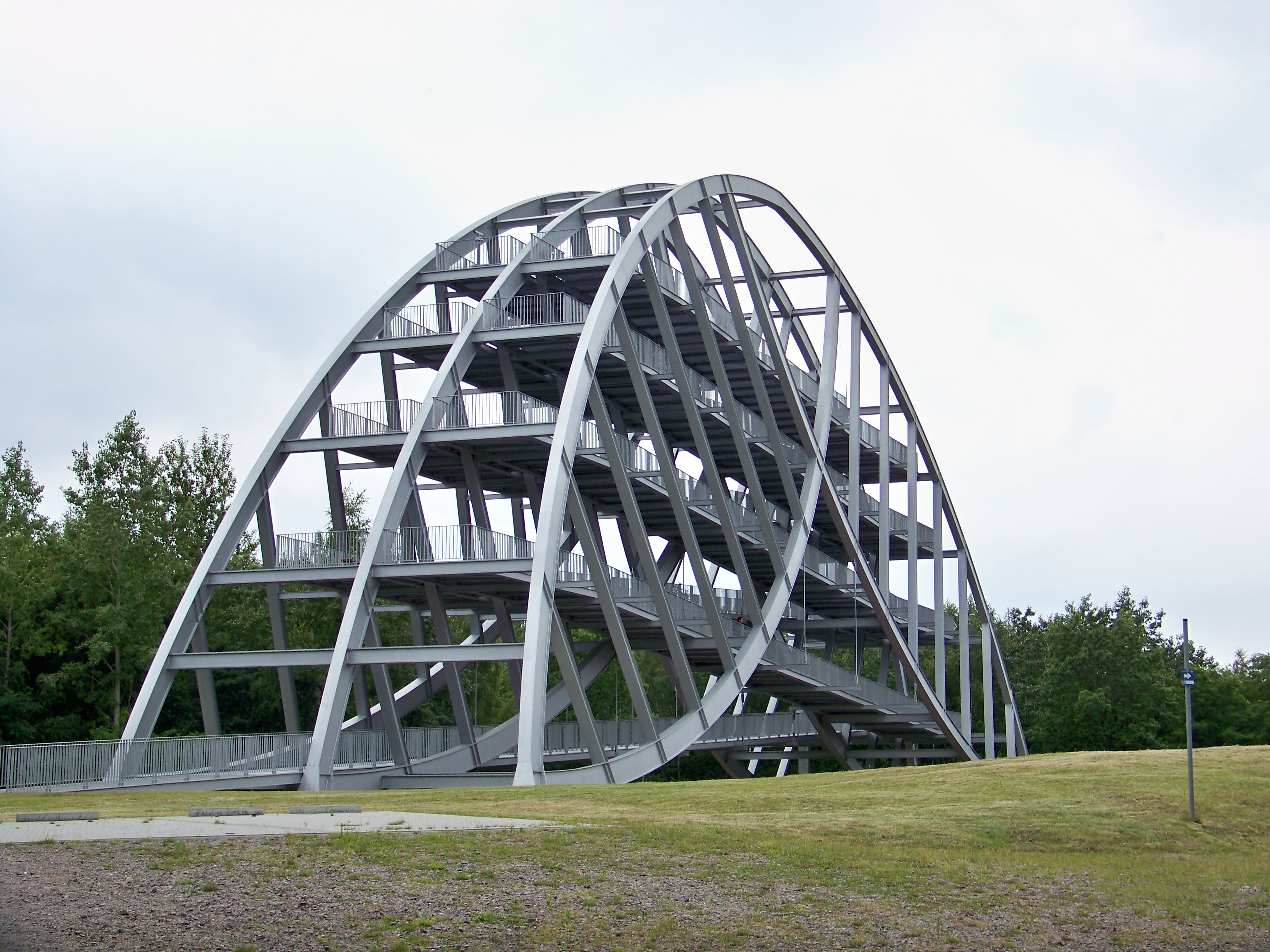
Bitterfelder Bogen (2006)

Claus Bury (* 29. März 1946 in Gelnhausen-Meerholz) ist ein deutscher Goldschmied und Bildhauer. Bekannt wurde er durch seine monumentalen architektonischen Skulpturen im öffentlichen Raum. Er brachte die Pop-Art in die Goldschmiedekunst ein.

## Leben
Bury ist der Sohn des Fritz Bury und dessen Ehefrau Gerda, geb. Dinse und ein Nachfahre des Strassburger Goldschmieds Jean Jacques Bury. Er absolvierte traditionsgemäß eine Ausbildung als Goldschmiedegeselle an der Staatlichen Zeichenakademie in Hanau von 1962 bis 1965. Von 1965 bis 1969 studierte er an der Werkkunstschule (heute: Hochschule Pforzheim). 1976 erhielt er ein Stipendium des Kulturkreises der deutschen Wirtschaft im BDI (BDI), 1981 ein Stipendium des National Endowment for the Arts, Washington. Von 1979 bis 1984 lebte Bury in den USA, in Providence, Rhode Island.
1986 erhielt er den August-Seeling-Förderpreis des Fördererkreises des Wilhelm-Lehmbruck Museums, Duisburg, und 1991 den Kunstförderpreis Stadtbildhauer der Stadt Hanau. 1987 nahm Bury eine Professur an der Bergischen Universität Wuppertal an. Von 2003 bis 2011 bekleidete er eine Professur an der Akademie der Bildenden Künste Nürnberg.
Für die Bedeutung seines Werks für das gesamte Rhein-Main-Kinzig-Gebiet wurde Bury 2011 mit dem Kulturpreis des Main-Kinzig-Kreises gewürdigt. Als Mitglied des Deutschen Künstlerbundes beteiligte sich Claus Bury an den DKB-Ausstellungen 1994 (prima idea, 42. Jahresausstellung in Mannheim) und 1997 (Was ist., 45. Jahresausstellung in Wismar und Rostock). 2021 bekam er per Magistratsbeschluss die August-Gaul-Plakette zugesprochen, die höchste kulturelle Auszeichnung der Stadt Hanau.
Bury lebt und arbeitet in Frankfurt am Main.

### Einzelausstellungen (Auswahl)
- 1984 Museum Ludwig, Köln
- 1986 Wilhelm-Lehmbruck Museum, Duisburg
- 1987 Museum Wiesbaden
- 1989 Germanisches Nationalmuseum, Nürnberg
- 1989 Kunstverein Springhornhof, Neuenkirchen
- 1990 Helen Drutt Gallery, New York
- 1994 Museum Folkwang, Essen
- 1994 Museen der Stadt Gotha, Schloss Friedenstein
- 1995 Hessisches Landesmuseum Darmstadt
- 2001 Von der Heydt-Museum, Wuppertal; Suermondt-Ludwig-Museum, Aachen
- 2002 Städtische Kunsthalle, Mannheim
- 2007 Gegenläufig, Deutsches Architekturmuseum, Frankfurt (DAM)[6]
- 2010 Maßstabsprünge, Neues Museum Nürnberg
- 2014–2016 Meine Sicht – eine Retrospektive seines Werks, Stationen: Neues Museum Weimar; Museum Pfalzgalerie Kaiserslautern (14. März bis 7. Juni 2015); Historisches Museum Hanau (vom 3. April bis 3. Juli 2016)
- 2020 Raumkonzepte, Galerie der Stadt Fellbach

## Werk
Inspiration für seine Skulpturen holt sich Bury bei seinen Reisen durch verschiedene Kontinente, bei denen er Zeugnisse der frühen Architekturgeschichte, Ruinen und Tempelanlagen, fotografierte und malte, unter anderem in Griechenland, in Ägypten oder in Mittelamerika. „In der Zwiesprache mit der Vergangenheit durchdringt der Archäologiebegeisterte das Wesen der aufgesuchten Orte.“
Bury wendet bei der Gestaltung seiner Skulpturen regelmäßig die Zahlensysteme des Mathematikers Leonardo Fibonacci an. Dies gilt auch für sein bisher größtes Werk, den Bitterfelder Bogen, eine Stahlskulptur, die als Aussichtsplattform dient.

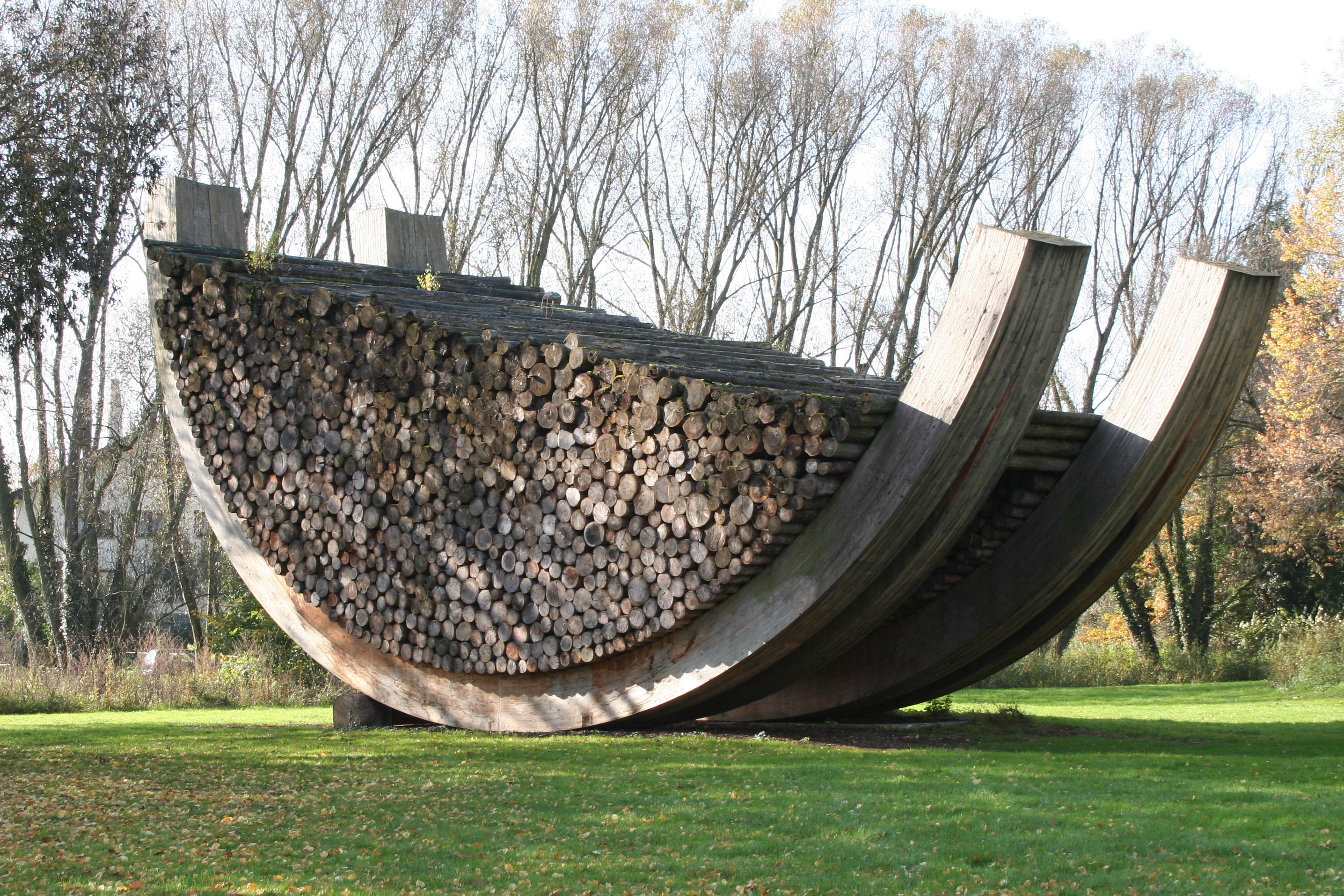
Wir sitzen alle in einem Boot (1996), Gelnhausen

Für seine Heimatstadt Gelnhausen konzipierte Bury die etwa 280 t schwere und zehn Meter hohe, architektonische Skulptur Wir sitzen alle in einem Boot; anlässlich des Hessentages 1996 wurde sie aufgestellt. Er verarbeitete hierfür ausschließlich Holz, das durch Windbruch oder Umweltschäden zur Verfügung stand. Das Kunstwerk nahm damit Bezug auf die Kaiserpfalz Gelnhausen, die auf vielen tausend Baumstämmen errichtet wurde, sowie auf die Umweltzerstörung weltweit durch den modernen Menschen. Im Februar 2010 wurde es aus witterungstechnischen Gründen abgebaut, obwohl der Künstler den Verfall des Kunstwerks vor Ort vorgesehen hatte. Gelder, die Bürger zur Rettung des Kunstwerks gesammelt hatten, hatten für eine Instandsetzung nicht ausgereicht.
Im Jahre 2010 erwarb die Stadt Gelnhausen die hölzerne fünf Meter hohe, zehn Meter lange und acht Meter breite, begehbare Skulptur Gewächshaus für Gedanken. Das Werk entstand 2004 und stand bis 2010 im Neuen Museum, Nürnberg. Die Skulptur wurde ab dem 21. Juni 2010 am Ufer der Kinzig errichtet. Im Juli 2010 wurde es – obwohl vom Künstler als begehbar konzipiert – durch die Bauaufsicht abgesperrt.

### Öffentliche Werke (Auswahl)
- 1990: Engpass, Skulpturenpark Schloss Philippsruhe, Hanau
- 1992: Turmtor, Landesgartenschau Pforzheim
- 1992: Im Turmblick, Skulpturenprojekt Gotha
- 1993: Am Kreuzungsbogen, anlässlich der Internationalen Gartenbauausstellung in Stuttgart
- 1996: Wir sitzen alle in einem Boot, anlässlich des Hessentags in Gelnhausen
- 2001: Schwebebalken, Grünanlage im Rotbäumlesfeld, Danziger Straße, Ludwigsburg[12]
- 2003: Schiffsbrücke, Holzkonstruktion, Seligenstadt
- 2004: Im Goldenen Schnitt, Holzkonstruktion, in den Baseler Arkaden, Baseler Platz, Frankfurt am Main
- 2006: Bitterfelder Bogen, Bitterfeld
- 2006: Im Gleichgewicht, COR-TEN-Stahl, Maße: 2650 × 5300 × 800 cm, Friedrichsdorf
- 2008:  In Line of History, begehbare Stahlbrücke, anlässlich der Expo 2008 in Saragossa
- 2009: Landungsbrücke, Aussichtsplattform am Neckarufer in Ladenburg
- 2011: Schiffbar, farbiger Beton, 1420 × 340 × 240 cm, im Rahmen des Kunstprojekts Kunst am Kanal am Ludwig-Donau-Main-Kanal, Berg bei Neumarkt in der Oberpfalz
- 2016: Tempeltor, Holzkonstruktion im Park von Schloss Philippsruhe, Hanau[13]
- 2021 Neustadtplan Hanau[14]

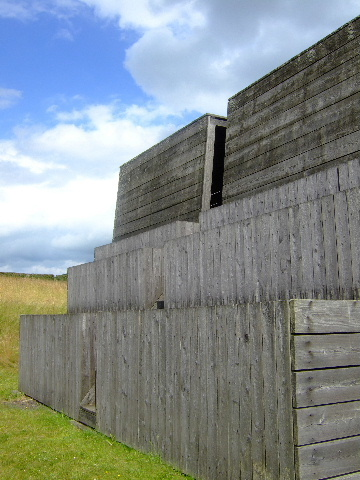
Haus des Hasselbacher Reiters (1987/88) – Standort: Skulpturenpark Im Tal
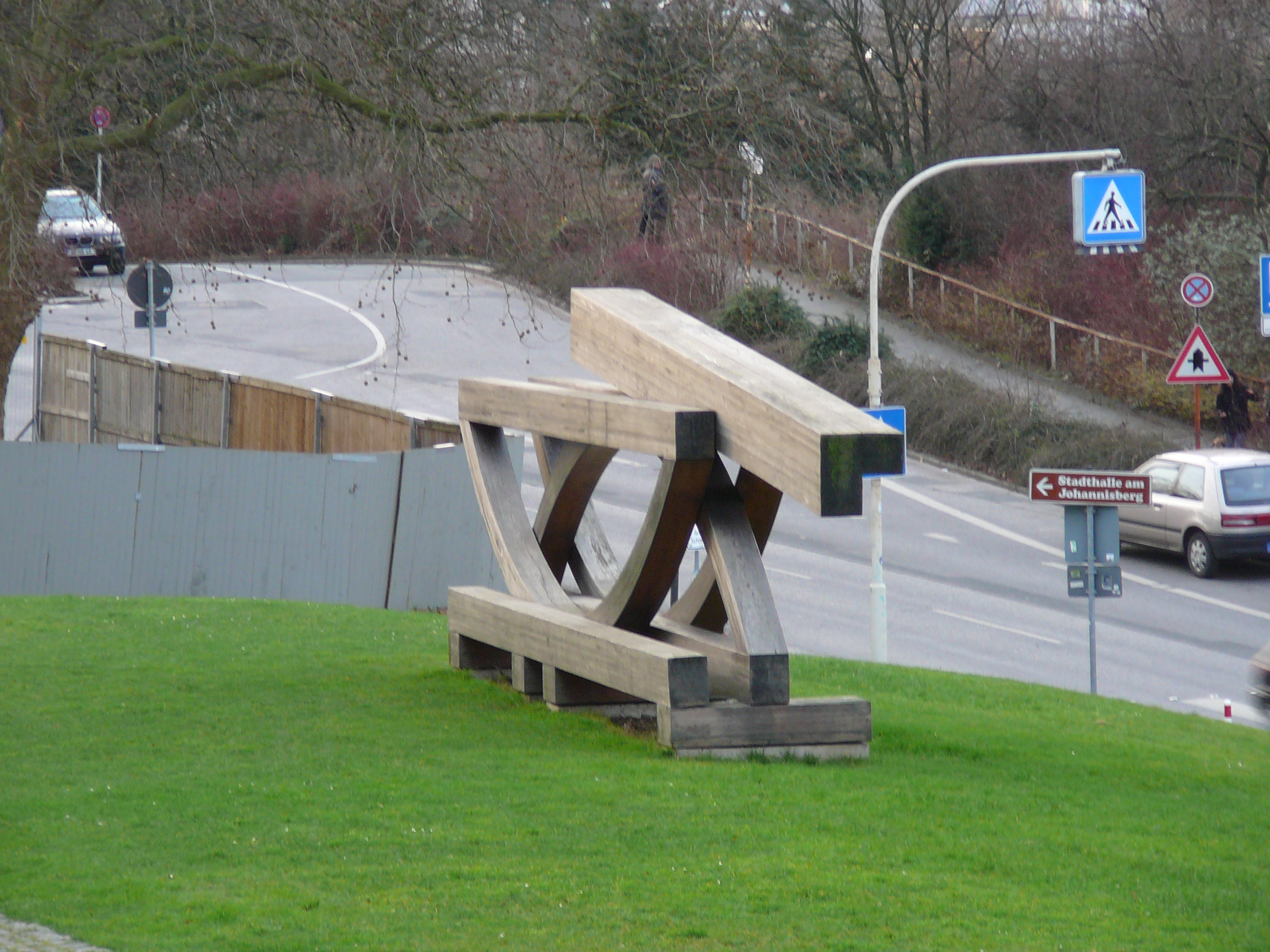
Elastisch-Schwebend (2001) in der Nähe der Schwimmoper Wuppertal
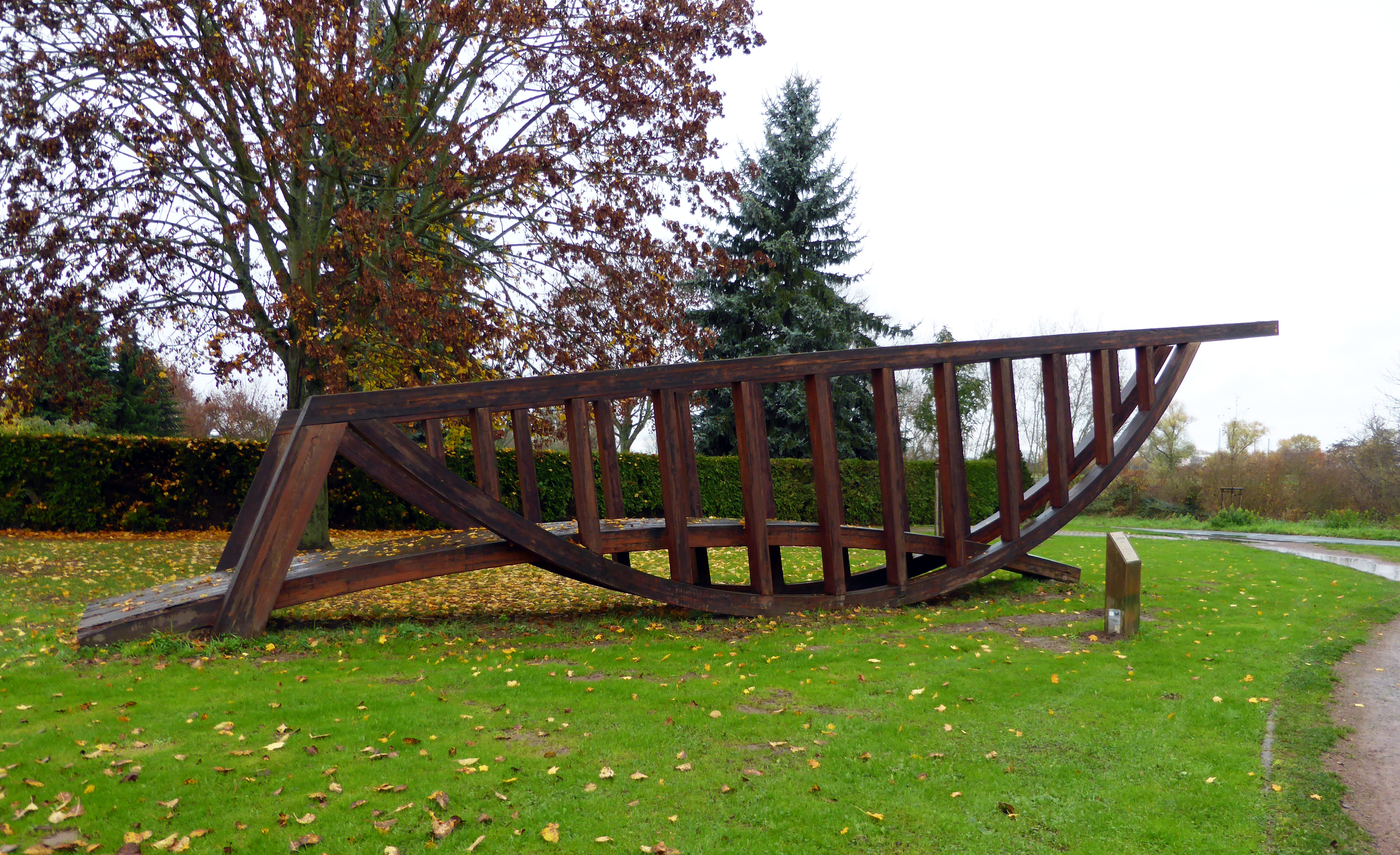
Schiffsbrücke (2003) – Seligenstadt
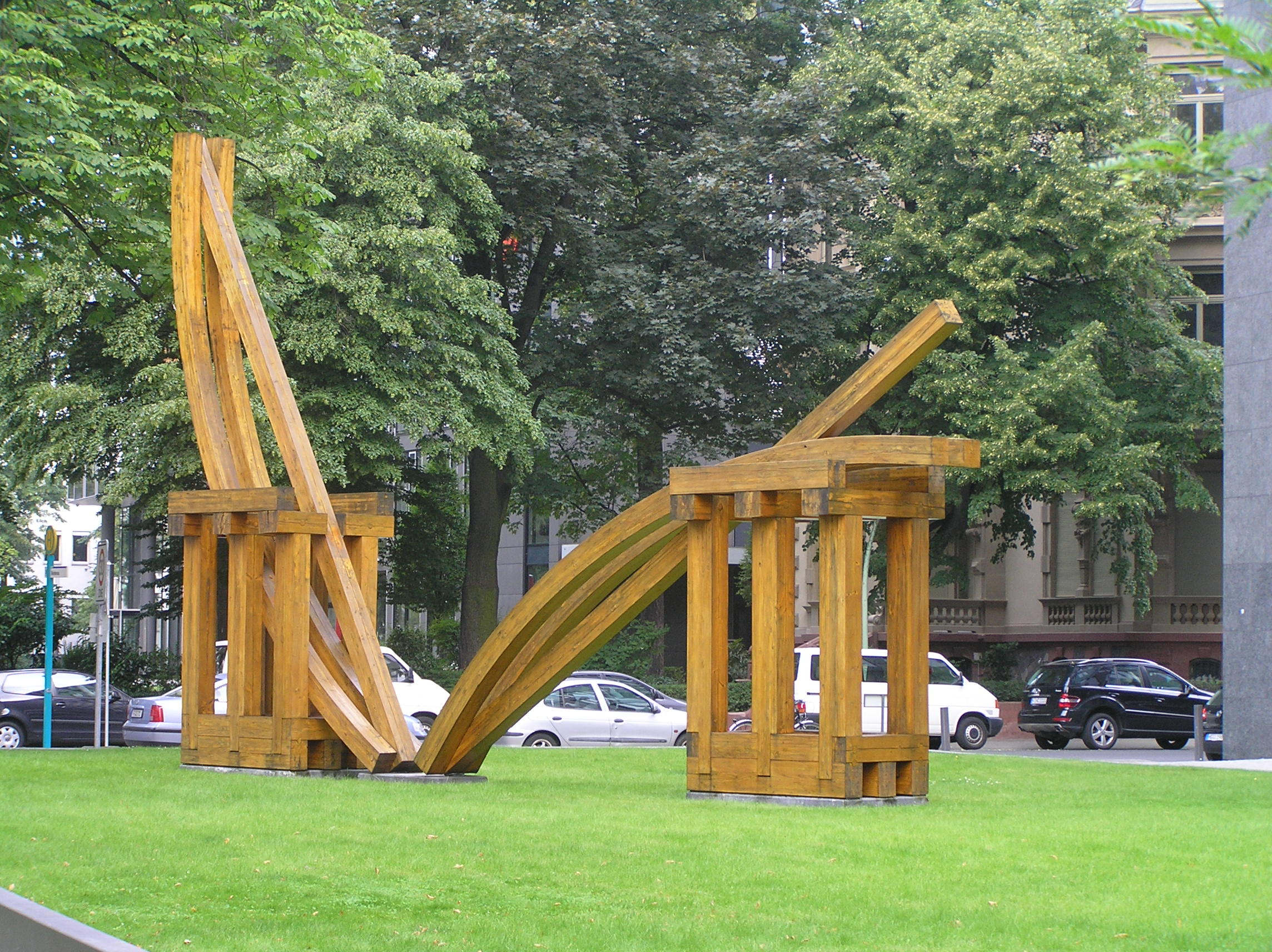
Spannungsbogen (2003) – Frankfurt, Bockenheimer Landstrasse
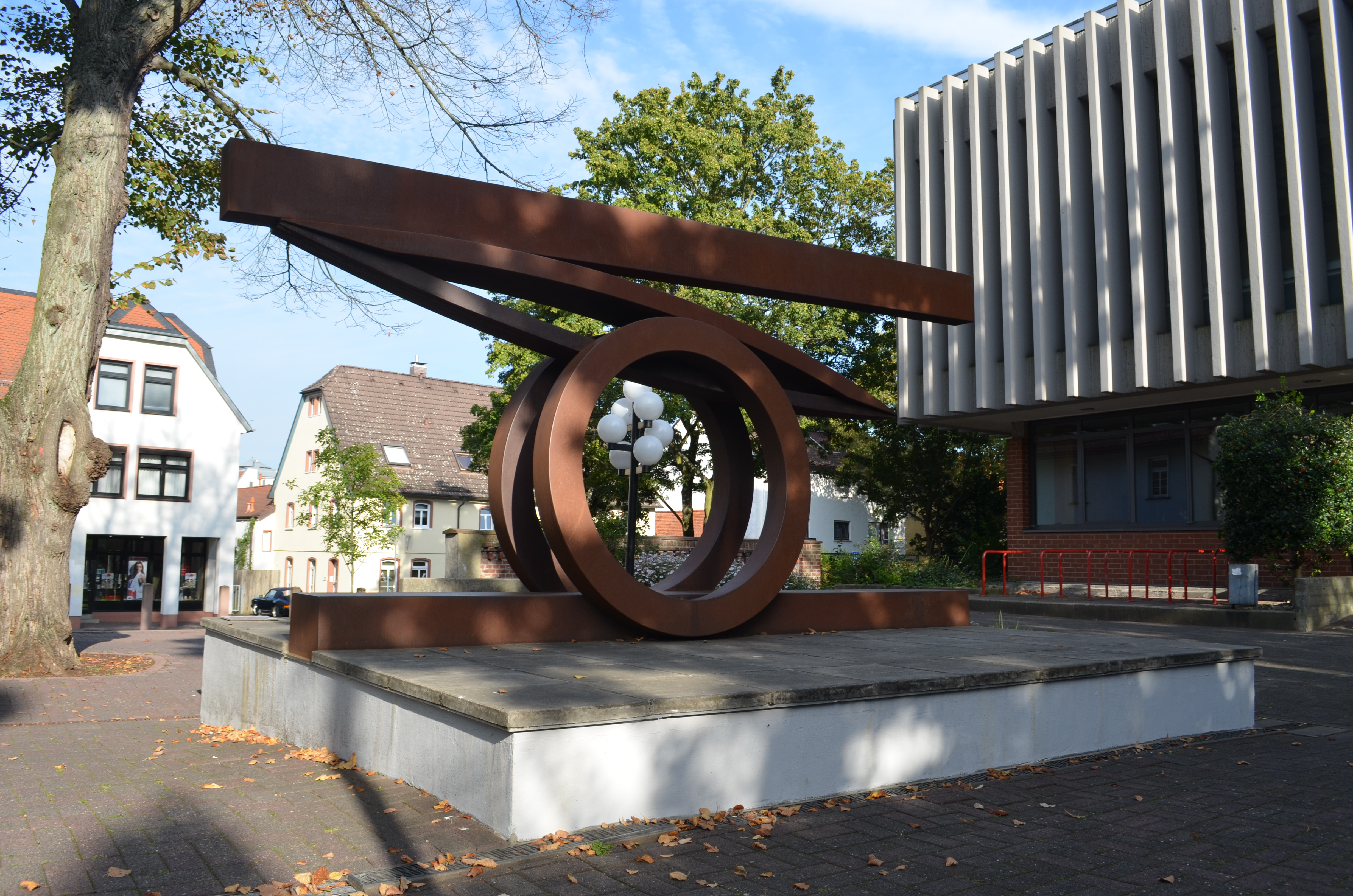
Im Gleichgewicht (2006) – Friedrichsdorf
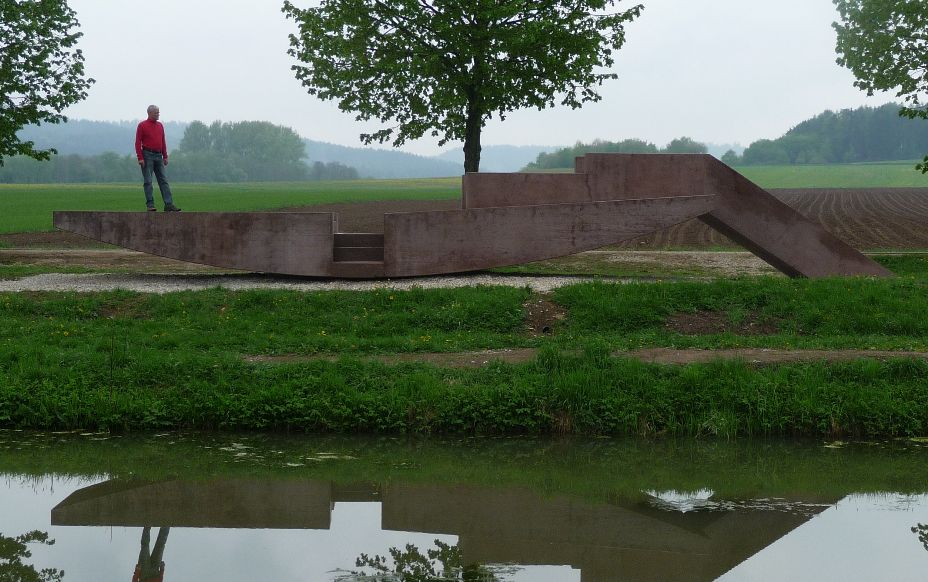
Schiffbar (Jahr?), Berg bei Neumarkt in der Oberpfalz
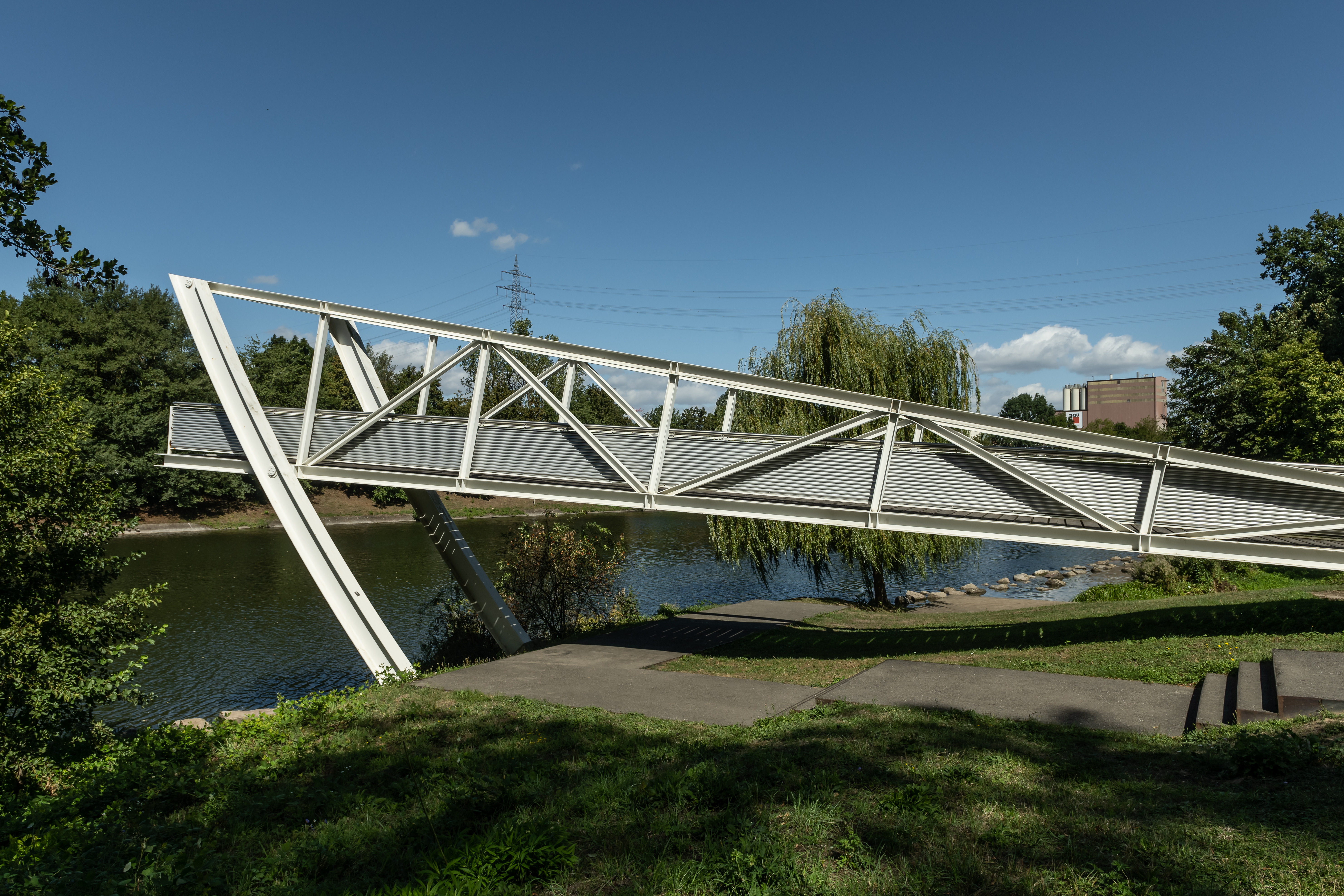
Landungsbrücke (2009), Fellbach

## Veröffentlichungen
- Florian Hufnagl: Bauernarchitekturen, Reisefotografie – Farmers’ Architecture. Wienand, Köln, 2012, ISBN 978-3-86832-114-2[15]
- Klassik Stiftung Weimar, Museum Pfalzgalerie Kaiserslautern (Hrsg.): Claus Bury. Meine Sicht. Wienand, Köln, 2014, ISBN 978-3-86832-218-7 (Einblick in die Arbeitsweise des Künstlers)[16]
- Volker Fischer: Claus Bury. Die Poesie der Konstruktion. Arnoldsche, Stuttgart, 2019, ISBN 978-3-89790-572-6
- Martin Hoppe/Gerhard Kolberg: Claus Bury: Neustadtplan Hanau. Arnoldsche Verlagsanstalt, Stuttgart 2021, ISBN 978-3-89790-631-0.